# Cleisostoma medogense
Cleisostoma medogense är en orkidéart som beskrevs av Zhan Huo Tsi. Cleisostoma medogense ingår i släktet Cleisostoma och familjen orkidéer. Inga underarter finns listade i Catalogue of Life.